# Карл, Эрик
Эрик Карл (англ. Eric Carle 25 июня 1929 — 23 мая 2021) — американский дизайнер, иллюстратор и писатель
, автор детской книжки с картинками «Очень голодная гусеница». Последняя была переведена на более чем 66 языков и продано более 50 миллионов экземпляров.
В интервью 2009 года Эрик Карл так ответил на вопрос о том, что, по его мнению, сделало книгу бестселлером:

Мне кажется, что это книга надежды. На то, что ты — ничтожная, уродливая маленькая гусеница — можешь вырасти и рано или поздно раскрыть свой талант и улететь в большой мир. Ведь ребёнком ты чувствуешь себя маленьким и беспомощным и думаешь о том, вырастешь ли ты вообще когда-нибудь. Так что это могло частично определить успех. Но все такие мысли приходят уже после, как попытки обоснования постфактум. Изначально я ведь не ставил себе задачу: «Хочу сделать книгу, наполненную глубоким смыслом!»
Оригинальный текст (англ.)My guess is it’s a book of hope. That you, an insignificant, ugly little caterpillar can grow up and eventually unfold your talent, and fly into the world. As a child, you can feel small and helpless and wonder if you’ll ever grow up. So that might be part of its success. But those thoughts came afterwards, a kind of psychobabble in retrospect. I didn’t start out and say: ‘I want to make a really meaningful book.’

## Биография
Эрик Карл родился в 1929 году в Сиракузах, штат Нью-Йорк. Когда ему было шесть лет, мать мальчика, скучавшая по дому, перевезла семью в Германию. Отец Эрика был призван в армию фашистской Германии и побывал в советском плену, откуда вернулся в 1947 году сломленным. Семейный дом в Штутгарте пострадал от бомб американской авиации. Семья Эрика при этом была эвакуирована. Сам мальчик был вынужден какое-то время копать траншеи на Линии Зигфрида. Он мечтал вернуться в США, — что и сумел сделать в 1952 году, имея всего 40 долларов.
Он устроился графическим дизайнером в The New York Times и отслужил в Армии США (во время Корейской войны был расквартирован в Германии).
Эрик Карл проиллюстрировал более 70 книг (большинство которых сам же и написал), по всему миру было продано более 145 миллионов экземпляров.
Взлёт карьеры Эрика Карла в качестве иллюстратора начался с участия в работе над детской книгой «Мишка, бурый мишка, кто там впереди?»

### Личная жизнь
Дважды состоял в браке, имел сына и дочь. Со второй женой Барбарой Мориссон более 30 лет прожил в Массачусетсе. В 2019 году жил во Флориде.
Скончался от почечной недостаточности 23 мая 2021 года.

## Награды
- В 2003 году Американская библиотечная ассоциация наградила Эрика медалью имени Лоры Инглз-Уайлдер
  - теперь эта награда известна как Премия «Наследие детской литературы»[англ.].
- В 2010 году он также был номинантом от США на получение Премии имени Х. К. Андерсена[9].
- В 2019 году в честь писателя был назван новый вид пауков-скакунов.